# Bogdása
Bogdása é um município da Hungria, situado no condado de Baranya. Tem 20,99 km² de área e sua população em 2019 foi estimada em 230 habitantes.